# José Javier Esparza Abaurrea
José Javier Esparza Abaurrea (Pamplona, 20 de juliol de 1970) és un polític espanyol, actual president d'Unió del Poble Navarrès (UPN) i diputat al Parlament de Navarra per la coalició Navarra Suma.

## Trajectòria
És llicenciat en Pedagogia per la Universitat de Navarra i diplomat en Professorat d'Educació General Bàsica per la Universitat Pública de Navarra. Té un màster en Direcció i gestió Pública la mateixa universitat.
Des de 1996 va ser professor d'Educació Primària l'escola Luis Amigó de la localitat de Mutiloa (Navarra). Vinculat a l'esport des de la seva infància, va participar en diferents equips de futbol com el Club Deportivo Huarte, l'Unión Club Deportivo Burladés, el Club Atlético Osasuna B, l'Agrupación Deportiva San Juan, Noáin i el Club Deportivo Aoiz, a on va arribar a formar part de la junta directiva.
Durant les legislatures de 1999-2003 i 2003-2007 va ser alcalde d'Agoitz i també president de l'Associació de Desenvolupament Rural Cederna-Garalur.
De 1999 a 2007 va formar part de la Comissió Executiva de la Federación Navarra de Municipios y Concejos.
L'agost de 2007 va ser nomenat director gerent de l'Instituto Navarro de Deporte y Juventud, càrrec en el qual es va mantenir fins a abril de 2011, quan va cessar a petició pròpia a ser aquest càrrec incompatible amb la seva candidatura al Parlament de Navarra en la llista d'UPN en les eleccions autonòmiques de 2011.
Al juliol de 2011 va ser nomenat director gerent del Servei Navarrès d'Ocupació càrrec que va ocupar fins a juny de 2012 quan va ser nomenat Conseller de Desenvolupament Rural, Medi ambient i Administració Local del Govern de Navarra (2012-2015).
Al novembre de 2014 va ser triat pel Consell Polític d'UPN com a cap de llista en les eleccions forals amb el 61% dels vots.
En les eleccions forals de maig del 2015, UPN va ser el partit més votat i va aconseguir 15 escons. Tot i això no va obtenir la majoria absoluta i l'oposició va pactar per formar govern i investir Uxue Barkos com a Presidenta navarressa.
El 27 de setembre de 2015 va guanyar la votació com a nou president d'UPN en substitució Yolanda Barcina que va dimitir del seu càrrec mesos després d'haver renunciat a seguir en política.
Esparza va aconseguir 750 vots (57%). Els altres dos aspirants al càrrec van ser la senadora Amelia Salanueva que va aconseguir 504 vots (38%) i l'exconsellera María Kutz 51 (4 %).